# Чечевиця рожевогорла
Чечевиця рожевогорла (Carpodacus edwardsii) — вид горобцеподібних птахів родини в'юркових (Fringillidae). Мешкає в Гімалаях і горах Китаю. Вид названий на честь французького зоолога Анрі Мільна-Едвардса.

## Опис

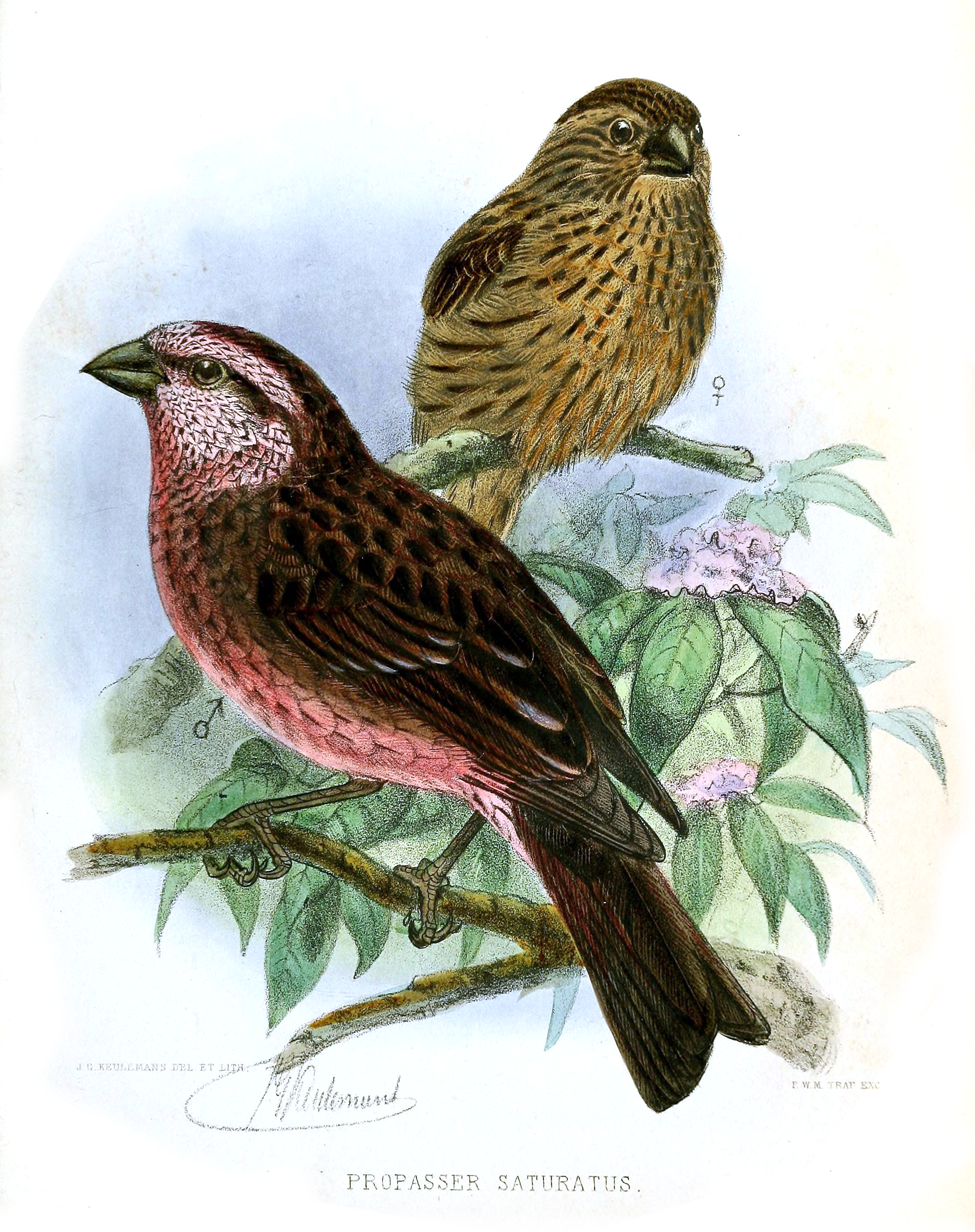
Пара рожевогорлих чечевиць

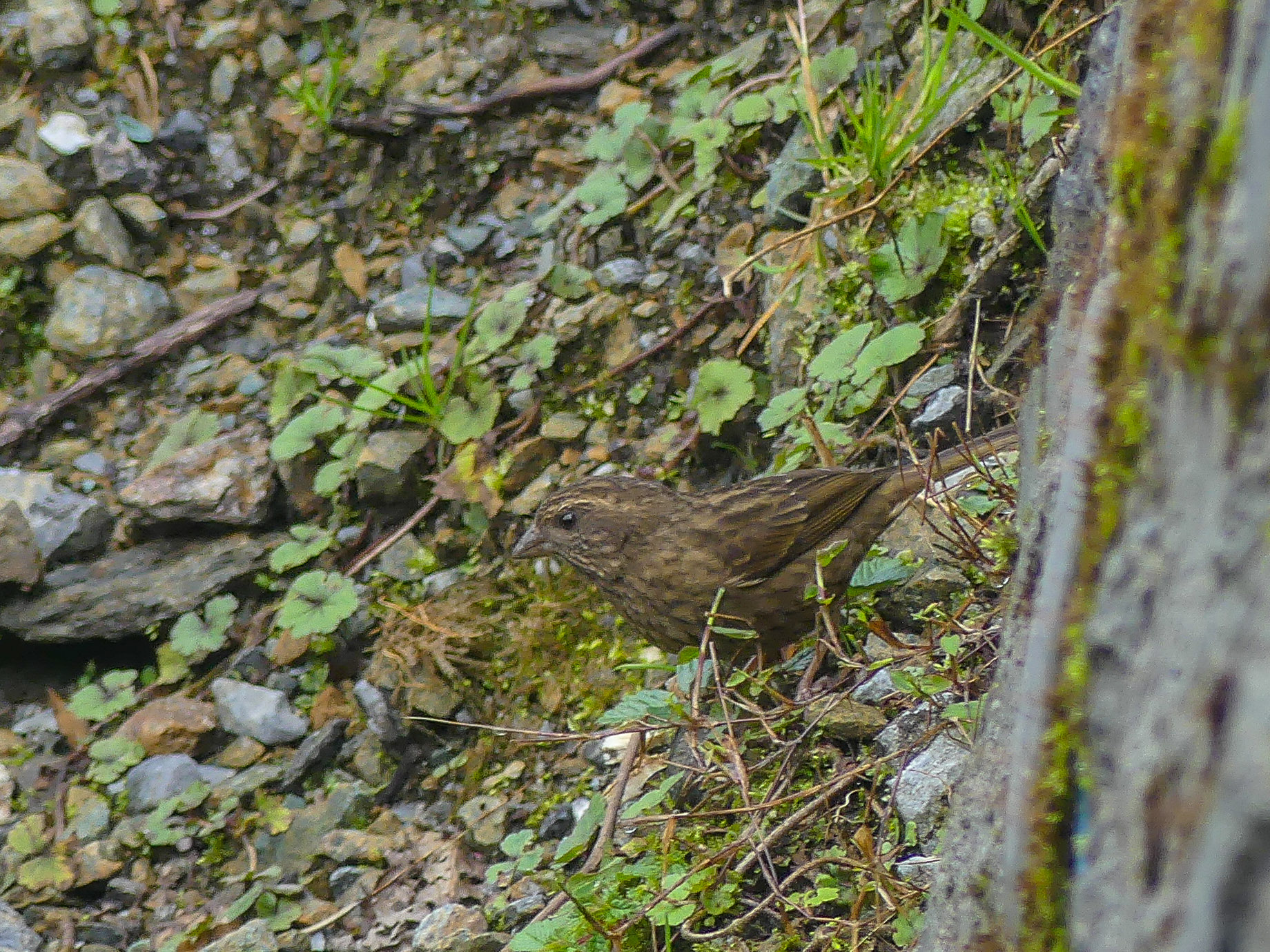
Самиця рожевогорлої чечевиці

Довжина птаха становить 16-17 см, вага 25-30 г. Довжина крила у самців становить 79-85 мм, у самиць 77-82 мм, довжина хвоста у самців становить 61-67 мм, у самиць 59-66 мм, довжина дзьоба 14-16 мм. Виду притаманний статевий диморфізм.
У самців тім'я і потилиця темно-коричневі з темно-червоним відтінком, лоб, скроні, щоки, підборіддя і горло рожеві, над очима рожеві "брови", через очі йдуть темно-коричневі смуги. Пера на горлі мають темну центральну частину і світлі края. Груди темно-червоні або червонувато-коричневі, нижня частина грудей і живіт світліші, темно-рожеві. Нижня частина тіла поцяткована темними смужками. Боки, стегна і гузка коричневі. Спина і плечі коричневі з червонуватим відтінком, поцятковані темними смугами, на надхвісті і верхніх покривних перах хвоста смуги відсутні. Крила темно-коричневі з більш світлими краями. Покривні пера крил чорнувато-коричневі з червонувато-коричневими краями і темно-рожевими кінчиками. Хвіст роздвоєний, темно-коричневий, поцяткований червонувато-коричневими смугами. Очі темно-карі, дзьоб чорнуватий, лапи тілесного кольору.
У самиць верхня частина тіла коричнева, поцяткована темно-коричневими смугами, більш помітними на спині. Надхвістя і верхні покривні пера хвоста коричневі, смужки на них відсутні. На обличчі темні смужки, над очима широкі, нечіткі охристі "брови". Підборіддя і горло блідо-охристі, поцятковані темними смужками, нижня частина тіла коричнево-охриста, поцяткована широкими темними смужками. Гузка і боки охристі, смужки на них тонші. Крила темно-коричневі, пера на них мають світлі края. Забарвлення молодих птахів подібне до забарвлення самиць, нижня частина тіла у них більш тьмяна, смужки на ній більш чіткі.

## Підвиди
Виділяють два підвиди:
- C. e. edwardsii Verreaux, J, 1871 — від півдня Ганьсу до центрального Сичуаня і північного Юньнаня;
- C. e. rubicundus (Greenway, 1933) — від центрального Непалу через Сіккім, Бутан, Аруначал-Прадеш і південно-східний Тибет до північної М'янми.

## Поширення і екологія
Рожевогорлі чечевиці мешкають в Індії, Непалі, Бутані, М'янмі і Китаї. Вони живуть в гірських хвойних і мішаних лісах та у високогірних ялівцевих і рододендронових заростях. Зустрічаються на висоті від 3050 до 4240 м над рівнем моря. Взимку мігрують в долини, на висоту від 2000 до 3700 м над рівнем моря в Тибеті та на висоту 1600 м над рівнем моря в Китаї. Зустрічаються парами або невеликими зграйками, живляться насінням, ягодами і плодами. Сезон розмноження триває з червня по серпень, гніздяться в чагарниках.